# جو والتر (لاعب كرة قدم أمريكية)
جو والتر (بالإنجليزية: Joe Walter)‏ هو لاعب كرة قدم أمريكية أمريكي، ولد في 18 يونيو 1963 في دالاس في الولايات المتحدة.

## وصلات خارجية
- جو والتر على موقع مرجع كرة القدم المحترفة.كوم (الإنجليزية)